# Rottal (Bayern)

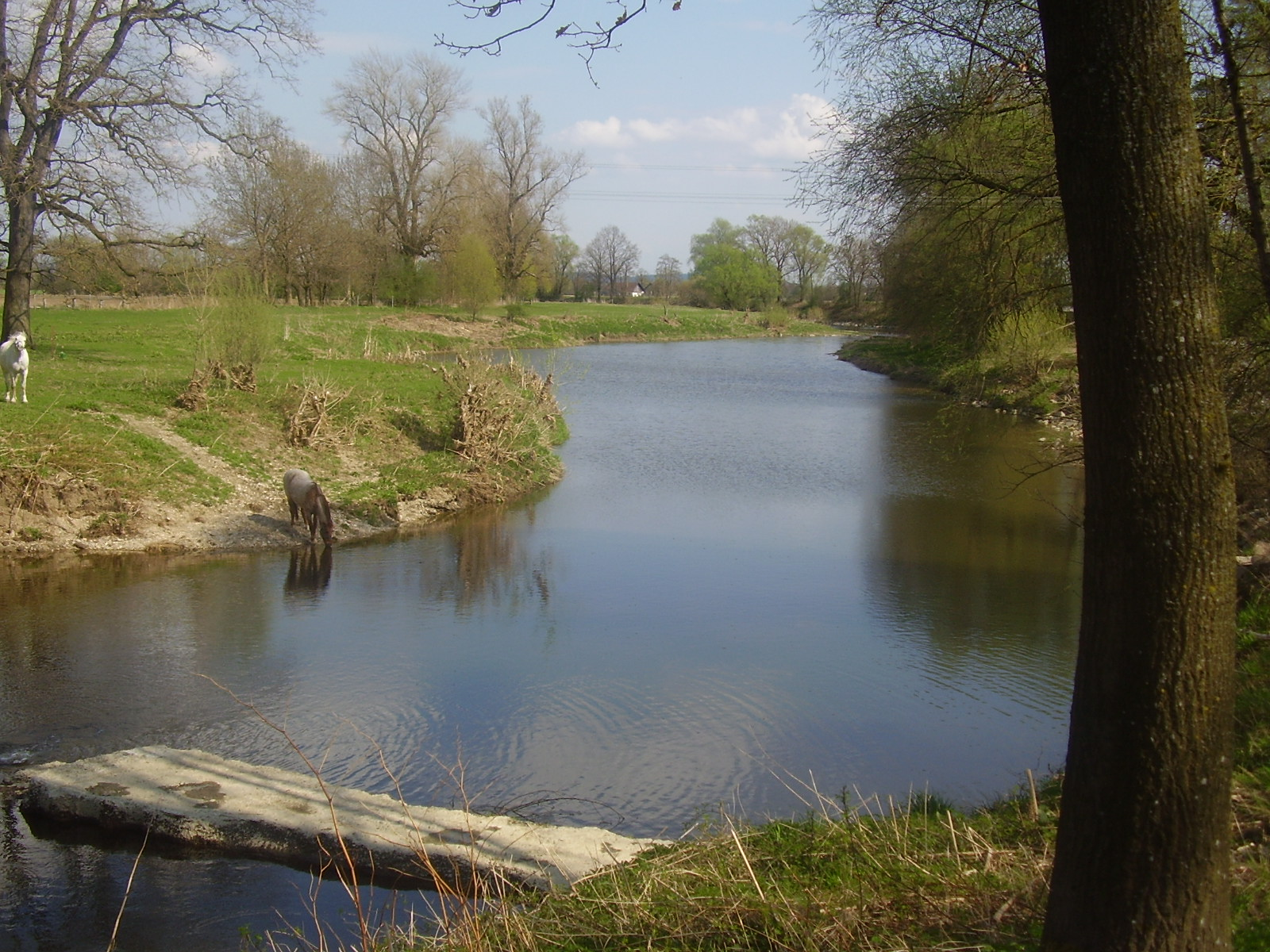
Rott bei Ruhstorf

Das Rottal ist eine Region in Niederbayern, die vom Fluss Rott geprägt wird. Administrativ verteilt sich die Rottaler Landschaftsregion auf die Landkreise Mühldorf, Rottal-Inn und Passau. Angrenzende Regionen sind das Innviertel in Oberösterreich im Osten, das Vilstal im Norden sowie das Untere Inntal im Süden.

## Landschaft

### Täler und Hügel
Das weitgezogene Tal beiderseits der Rott, das Rottal, ist das Herz des niederbayerischen Hügellandes. Es entspricht in etwa dem heutigen Landkreis Rottal-Inn. Erdgeschichtlich entstammt das Rottal dem Erdmittelalter, am geologischen Aufbau der Böden sind fast ausschließlich Ablagerungen der Tertiärzeit beteiligt, man spricht deshalb auch vom tertiären Hügelland. Deutlich wird das an der Verschiedenartigkeit des Bodens: Feine Tone, schluffige bis grobe Sande, Kleinkiese bis Schotter wechseln auf engem Raum, sie weisen auf die unterschiedlichen Ablagerungsbedingungen innerhalb des ehemaligen Molassebeckens hin. Eingegraben ist das im Durchschnitt zwei Kilometer breite Tal der Rott in der niederbayerischen Landschaft zwischen Isar und Inn. Durch zahlreiche Nebenflüsse und Bäche ist die Gegend in viele Hügel und Höhenrücken gegliedert. Langgestreckte Höhenzüge wechseln ab mit sanft geböschten Hügelgruppen, sanfte Muldentäler mit steil eingeschnittenen Bachkerben. Typisch für die abwechslungsreiche Landschaft ist die unterschiedliche Bodennutzung mit Wiesen auf der Talsohle der Flüsse, mit Feldern an den Hängen und mit Wald auf den Höhen und an den Steilabfällen. Die höchsten Erhebungen der Höhenzüge liegen im Schnitt 500 Meter über dem Meeresspiegel.

### Fluss und Bäche
Ihren Ursprung hat die Rott bei Wurmsham, bei Neuhaus mündet sie in den Inn. Der Fluss ist nicht lang: nur knapp hundert Kilometer. Richtige Schiffe verkehrten nie auf der Rott, dafür ist der Fluss an vielen Stellen nicht tief genug. Das Gewässer schlängelt sich in unzähligen Windungen durchs Land, seine Ufer säumen Erlen und anderes Gebüsch. Früher war das Tal feucht und sumpfig und es wurde immer wieder von Überschwemmungen heimgesucht. Im 20. Jahrhundert baute man Staubecken und führte weitere Regulierungen durch; so bannte man weitgehend die Gefahr von Überschwemmungen. Geprägt ist die Tallandschaft der Rott und der Seitenbäche heute noch durch zahlreiche Mühlen und Sägewerke. Der Holzreichtum der Region war einst neben dem Ackerbau und der Viehzucht wesentliche Grundlage für den Ruf des Rottals als typisch bayerische Agrarlandschaft.

### Waldformen
Die Wälder zwischen Isar und Inn bedecken heute noch ein Fünftel der Fläche, weitgehend sind sie auf die Höhenzüge und Hügelkuppen beschränkt. Größere zusammenhängende Waldflächen findet man vor allem auf den nährstoffarmen Böden der Quarzschotterlagen. Natürlicherweise wuchsen hier früher Buche, Eiche und Hainbuche. Erst seit dem 17. Jahrhundert, mit dem Aufkommen des betriebswirtschaftlichen Denkens in der Forstwirtschaft, setzte sich die Fichte als Hauptbaum des Bauernwaldes durch; und doch findet man vor allem im kleinstrukturierten bäuerlichen Waldbesitz typische Mittelwälder, Wälder, in denen noch viel Laubholz steht, Birke, Ahorn, an den Waldrändern die Traubenkirsche, andere Wildgehölze und vor allem Eichen. Zurückzuführen sind diese gebietsweise gesunden Mischwälder auf die Bedürfnisse der Besitzer nach eigenem Bau- und Nutzholz, und vor allem nach Brennholz.

### Ökologie
Die einstmals vielfältige Kulturlandschaft mit ihren extensiv bewirtschaften Mähwiesen und Weiden ist heute weniger landschaftsbestimmend. Die insbesondere durch die Flurbereinigung entstandene Veränderung der Landschaft, der angestiegene Maisanbau, häufige Mähnutzung und erhöhter Gülleeintrag haben dazu geführt, dass diverse Tier- und Pflanzenarten im Landkreis Rottal-Inn ausgestorben sind oder kurz vor dem Aussterben stehen. So ist z. B. der Große Brachvogel (Numenius arquata) seit 1998 im Landkreis ausgestorben, die Bekassine (Gallinago gallinago) vom Aussterben bedroht und der Kiebitz (Vanellus vanellus) stark gefährdet. Ebenso verheerend ist der Schwund an Insekten, welcher auch vor dem Landkreis Rottal-Inn keinen Halt macht.

### Schutzgebiete
Natura 2000 Schutzgebiete im Landkreis Rottal-Inn:
FFH- und SPA-Gebiet Salzach und Unterer Inn
Das größte und bedeutendste Schutzgebiet im Landkreis Rottal-Inn ist das Europareservat Unterer Inn. Es hat internationale Bedeutung als Zug- und Rastgebiet für eine Vielzahl von Vogelarten. Das Gebiet ist Teil des FFH- und SPA-Gebiet Salzach und Unterer Inn.
FFH-Gebiet „Altbachgebiet südwestlich Triftern“
2004 wurde ein rund 120 ha großes Gebiet zwischen den Weilern und Ortschaften Reslberg, Willing, Geretsham, Wolkertsham und Ulbering zum FFH-Gebiet „Altbachgebiet südwestlich Triftern“ ernannt. Das besonders reich strukturierte Gebiet um den Altbach weist mehrere durch die FFH-Richtlinie geschützte Lebensraumtypen und Tier- sowie Pflanzenarten auf, u. a. artenreiche Pfeifengraswiesen, kalkreiche Niedermoore, Auenwälder mit Erle und Esche sowie die Gelbbauchunke und das Sumpf-Glanzkraut.
FFH-Gebiet „Kollbachwiesen bei Jägerndorf“
Das FFH-Gebiet „Kollbachwiesen bei Jägerndorf“ existiert bereits seit 2001 als Teilgebiet 01 des FFH-Gebietes „Niedermoore und Quellsümpfe im Isar-Inn-Hügelland“. Dieses Gebiet erstreckt sich landkreisübergreifend entlang der Kollbach. Auch hier befindet sich der durch die FFH-Richtlinie geschützte Lebensraumtyp „Artenreiche Pfeifengraswiese“, seltene Tierarten wie die Schmale Windelschnecke und Pflanzenarten wie der Fieberklee und die Trollblume.
FFH-Gebiet Niedermoore und Quellsümpfe im Isar-Inn-Hügelland
FFH-Gebiet Innleite von Buch bis Simbach
FFH-Gebiet Mausohrkolonien im Unterbayerischen Hügelland

Naturschutzgebiete:
Naturschutzgebiet Unterer Inn
siehe Unterer Inn
Naturschutzgebiet Vogelfreistätte Salzachmündung
Die Vogelfreistätte Salzachmündung ist ein Naturschutzgebiet in den Landkreisen Altötting und Rottal-Inn in Oberbayern. Es erstreckt sich südöstlich des Kernortes der Marktes Marktl entlang des Inn und der Salzach entlang der südlich und südöstlich verlaufenden Staatsgrenze zu Österreich. Östlich des Gebietes verläuft die B 12 und westlich die AÖ 24.

## Landwirtschaft

### Agrarstruktur

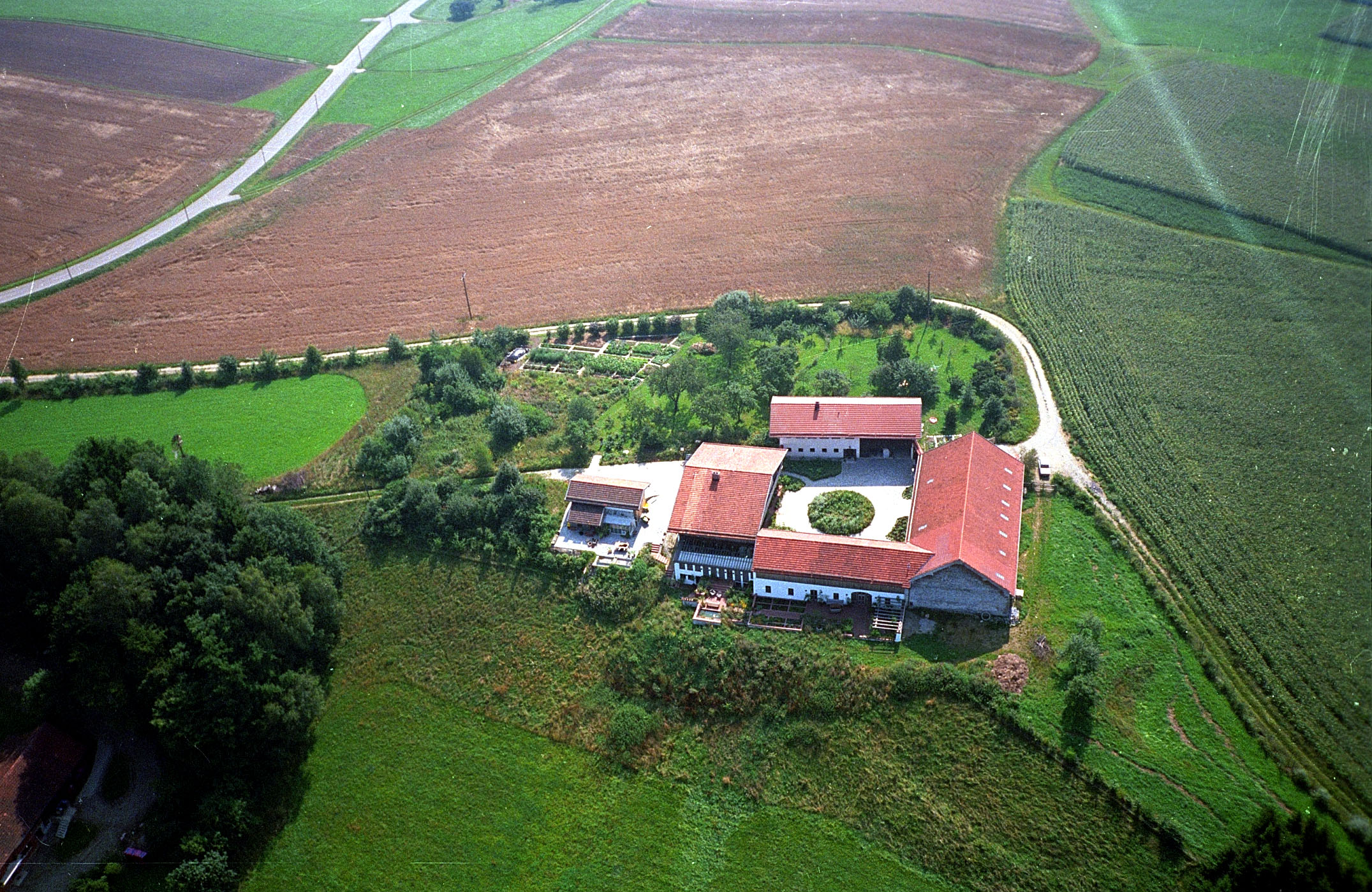
Vierseithof: Acker, Wiese, Obst- und Gemüsegarten, Brachfläche

Der Landkreis zwischen Isar, Rott und Inn ist noch weitgehend bäuerlich: mehr als zwei Drittel der Fläche werden von den Bauern bewirtschaftet, davon beträgt das Ackerland 65 Prozent und 35 Prozent der landwirtschaftlichen Nutzfläche besteht aus Grünland. Es gibt keine Gegend und keinen Landkreis in der Bundesrepublik mit so vielen noch gut funktionierenden Einzelgehöften, Industrie ist im Rottal nie in größerem Umfang entstanden und die gemischte bäuerlich-handwerkliche Struktur besitzt im Rottal eine erstaunliche Stabilität.
Mindestens so aufschlussreich wie die Flächennutzung ist die landwirtschaftliche Betriebsstruktur im Rottal: seit 1974 hat sich die Zahl der landwirtschaftlichen Betriebe im Rottal um knapp 35 Prozent verringert. Das ist unter dem Strich ein wesentlich langsamerer Umstrukturierungsprozess als im übrigen Niederbayern oder gar in ganz Bayern. Seit 1974 ging in Gesamtbayern die Zahl der Höfe um etwa 50 Prozent zurück. Dieses unterschiedliche Entwicklungstempo kann durchaus etwas damit zu tun haben, dass im Landkreis Rottal-Inn besonders viele kleine Höfe existieren und bis jetzt auch überlebt haben. Immerhin bewirtschaften im Rottal annähernd 40 Prozent der Bauern einen Hof unter 10 Hektar.

### Bauernhäuser

Wohnhaus von Rottaler Vierseithof

Geprägt ist die bäuerliche Struktur des Rottals äußerlich von der typischen Hauslandschaft; bestimmte Hausformen bestimmen die vielen Einzelgehöfte, zunächst einmal der Vierseithof, aber auch der Vierkanthof und das Stockhaus, das man vor allem in der Gegend von Eggenfelden findet.
Bedingt durch den Holzreichtum früherer Zeiten wurde bis ins 19. Jahrhundert hinein das typische Rottaler Gehöft weitgehend aus Holz, also im Blockbau gebaut. Die typische Form eines bäuerlichen Hofes ist der Rottaler Vierseithof, in dem es manchmal heute noch das Rottaler Bauernhaus mit Blockbau gibt. So ein richtiger Vierseithof lässt sich nicht durch einen Einfirsthof, wie man ihn im bayerischen Oberland hat, ersetzen. Dem Rottaler Bauern wäre die Entfernung vom Wohnhaus zu den Stallungen und zu den Scheunen, wie sie der Einfirsthof aufweist, zu weit gewesen. Und um das Vieh, das Futter, die Ackerfrüchte eines Rottaler Vierseithofbauern unterzubringen, dafür wäre der Einfirsthof zu klein gewesen.
Im Massinger Bauernhofmuseum werden typische Beispiele der regionalen Hoftypen gezeigt. Sieht man sich die Höfe im Freilichtmuseum Massing an, dann wird deutlich, warum sich ein großer, ein richtiger Bauernhof meistens soviel Gebäude leisten konnte, dass daraus ein Vierseithof wurde. Er gleicht einer nach außen abgesicherten Burg. Niemand kann unbemerkt den Hofraum betreten. Zwar gibt es in der Regel einen hinteren kleinen Ausgang ins Freie, zum Backofen, zum Holzschuppen und gar nicht so selten auch zum Bienenhaus, aber diese Tür ist meist versperrt. Wer in den Hof will, muss durch das große Hoftor, oder durch die sich gleich daneben befindliche kleinere Tür. Solche Vierseithöfe sind zwar typisch für das Hügelland des Rottals, doch gab es in der überwiegenden Mehrzahl auch früher andere, meist einfachere Hofformen, den Zweiseithof und den Dreiseithof und als Besonderheit südlich der ehemaligen Kreisstadt Eggenfelden das sogenannte Stockhaus. Siehe auch die Liste der Baudenkmäler in Pfarrkirchen mit ihren Ortsteilen und den dort verzeichneten Vierseithöfen und Rottaler Bauernhäusern.

### Pferdezucht
Typisch für die Landschaft zwischen Rott und Inn ist seit Alters her die Pferdezucht. Das Rottaler Pferd ist ein kräftiges Warmblutpferd, das bis Mitte des zwanzigsten Jahrhunderts die vorherrschend gezüchtete Rasse war. Reinrassige Rottaler sind aber selten geworden, ihre Erhaltung wird staatlicherseits gefördert.
In Pfarrkirchen befindet sich die älteste Trabrennbahn Bayerns. Sie wurde am 22. September 1895 eröffnet. Zu Pfingsten fanden und finden dort die traditionellen Trabrennen statt.

## Verkehr

### Eisenbahn
Die im Jahr 1888 eröffnete Bahnstrecke Passau–Neumarkt-Sankt Veit (auch als Rottalbahn bezeichnet) ist eine eingleisige, nichtelektrifizierte Nebenbahn. Sie ist mit einer Länge von 97 km die längste Nebenbahn Bayerns. Von Neumarkt führen Bahnstrecken nach Mühldorf am Inn und nach Landshut.
Der Personenverkehr in diesem Netz wird durch die Südostbayernbahn betrieben. Im Stundentakt verkehren Züge zwischen Passau über Neumarkt nach Mühldorf.
Die 1914 eröffnete Bahnstrecke Simbach–Pocking wurde seit den 1970er Jahren nicht mehr genutzt, 2003 stillgelegt und teilweise zum Radweg umgebaut.

### Straßenverbindung
Das Rottal wird durch die B 388 an München und Passau angebunden. Die Kreisstadt Pfarrkirchen liegt 50 km von Passau und 125 km von München entfernt.

### Fernradweg
Der 113 km lange Rottalradweg gehört zum Bayernnetz für Radler. Er zweigt in Velden vom Vilstalradweg ab und folgt der Rott von der Quelle bis zur Mündung.

## Städte, Märkte und Gemeinden
Die größten Ortschaften des Rottals sind Eggenfelden, Pfarrkirchen und Pocking. Ferner liegen hier die für ihr Thermalwasser bekannten Kurorte Bad Birnbach, Bad Füssing und Bad Griesbach, die das Rottaler Bäderdreieck bilden. In der Region Rottal gibt es viele Einzelhöfe und Weiler, so dass die Gemeinden nach der Gemeindereform der 1970er-Jahre viele kleine Ortsteile umfassen.

## Persönlichkeiten
- Franz Xaver Zattler (1833–1907), Kirchenmaler
- Franz von Stuck (1863–1928), Maler
- Maria Innocentia Hummel (1909–1946), Schöpferin der Hummel-Figuren
- Anna Wimschneider (1919–1993), Schriftstellerin
- Eduard Zwick (1921–1998), Unternehmer
- Carlo Schellemann (1924–2010), Maler und Grafiker
- Konrad von Parzham (bürgerlich: Johann Birndorfer) (1818–1894), Laienkapuzinerbruder in Altötting, Heiliger der römisch-katholischen Kirche
- Lisa Fitz (* 1951 in Zürich), Kabarettistin, lebt im Rottal
- Andreas Artur Reichelt (* 1977 in Pfarrkirchen), Schriftsteller

## Sehenswürdigkeiten
- Wallfahrtskirche Gartlberg in Pfarrkirchen
- Kloster St. Salvator in Sankt Salvator
- Siebenschläferkirche in Rotthof bei Ruhstorf
- Theater an der Rott in Eggenfelden